# Vähäsaari (ö i Finland, Södra Österbotten)
Vähäsaari är en ö i Finland. Den ligger i sjön Alajärvi och i kommunen Alajärvi i den ekonomiska regionen  Järviseutu ekonomiska region  och landskapet Södra Österbotten, i den centrala delen av landet, 300 km norr om huvudstaden Helsingfors. Öns area är 2,6 hektar och dess största längd är 360 meter i sydöst-nordvästlig riktning.